# Robert Liddell
 (décembre 2021).
Si vous disposez d'ouvrages ou d'articles de référence ou si vous connaissez des sites web de qualité traitant du thème abordé ici, merci de compléter l'article en donnant les références utiles à sa vérifiabilité et en les liant à la section « Notes et références ».
Pour les articles homonymes, voir Liddell.
Robert Liddell (13 octobre 1908 - 23 juillet 1992) est un auteur anglais, critique littéraire, biographe, romancier, auteur de récits de voyage, et poète.

## Biographie
Il est né à Tunbridge Wells, en Angleterre, et a fait ses études à Haileybury School et au Corpus Christi College d'Oxford.
Pendant les années 1933 à 1938, il travaille à la Bodleian Library comme assistant au Département des manuscrits occidentaux.
Robert Liddell vit ensuite pendant un court laps de temps à Athènes, en Grèce, où il travaille comme conférencier pour le British Council. Au cours des années 1941 à 1951, il est conférencier aux universités du Caire et d'Alexandrie. De 1953 à 1972, il est employé par l'université d'Athènes, pour un temps en tant que chef du Département anglais. Il ne retourne jamais en Angleterre, et meurt à Athènes en 1992.